# Paso Río Manso
Paso Río Manso es un paso de frontera entre la República Argentina y la República de Chile, Su altitud es de 350 m s. n. m. y se encuentra a 60 km de distancia de la ciudad argentina de El Bolsón. Es el único paso terrestre de la provincia argentina de Río Negro y uno de los siete cruces fronterizos de la Región de Los Lagos. 
Los factores climáticos y la baja altura de este lugar, hacen que el paso sea utilizable durante todo el año, la que se realiza por ruta provincial N.º 83, de aproximadamente 45 km de ripio, después de dejar la ruta nacional N.º 40 asfaltada. 
Del lado chileno la localidad más cercana es El León, a tan solo 1 km del límite internacional. El pueblo más próximo a este hito es Cochamó, perteneciente a la Región de Los Lagos. Desde Cochamó se puede acceder al paso a través de una huella, la que se hace a pie a caballo y en bote.